# Farnsburggruppe
Die Farnsburggruppe ist eine aus Protest entstandene Künstlergruppe. Die Weihnachtsausstellung, in Basel eine alte Tradition, die lokalen Künstlern die Möglichkeit bot, einmal im Jahr in der traditionsreichen und international angesehenen Kunsthalle Basel auszustellen, führte 1967 bei einer Gruppe zurückgewiesener Künstler zu heftigen Protesten. Andere, wie Walter Wegmüller und Werner Thaler, solidarisierten sich. Wegmüller entfernte sein Bild aus der Kunsthalle, Thaler übermalte das Seine in Schwarz. Derweil eskalierte der Streit: Jörg Shimon Schuldhess ohrfeigte das Jurymitglied Gustav Stettler im Kunsthallenrestaurant.

## Die Farnsburggruppe 1967
In der Folge organisierten die abgewiesenen Künstler zusammen mit jenen, die aus Solidarität auf ihre Präsentation in der Kunsthalle verzichteten, eine eigene Ausstellung – eine eigentliche Gegenüberstellung – im damaligen Restaurant Farnsburg am Barfüsserplatz. Die Aktivitäten und der Lärm, die von der Farnsburggruppe rund um die Maler Jörg Shimon Schuldhess, Kurt Fahrner, Walter Wegmüller, Corsin Fontana, Carlo Aloë,  Joseph Edward Duvanel, Werner Thaler, Bruno Schwartz und Werner Ritter ausgingen, führte in Basel zu einer breit angelegten Debatte. Es ging um die Objektivität der Jury, die zu einem grossen Teil aus Gewerbeschullehrern bestand, und um die Förderung junger Künstler. Schliesslich befasste sich auch das Parlament in Basel mit den angesprochenen Problemen. Die Gründung des Ausstellungsraumes Klingental (1974) ist mit eine Folge der damals ausgelösten Diskussion auf politischer Ebene.

## Galerie Gustav
In Anspielung an Gustav Stettler eröffnete die Künstlergruppe Anfang 1968 an der Unteren Rebgasse die Galerie Gustav. Während vier Monaten inszenierten sie eigene Werke in Gegenüberstellung mit anderen Positionen. Ausserdem schrieb die Gruppe ein von Freiwilligen gestiftetes Stipendium für in Basel und Umgebung wohnhafte junge Künstler aus. Ein Jurymitglied war Meret Oppenheim. Der Wettbewerb verstand sich auch als instruktiver Fingerzeig an die Adresse des Kunstvereins. Drei junge Künstler, unter ihnen Helmut Federle, erhielten einen Beitrag. Nach einer zweiten Ausstellung in der «Farnsburg» in leicht modifizierter Besetzung Anfang Dezember 1968 trat die Gruppe nie mehr unter diesem Namen auf.
Die Künstlergruppe war also nur etwas mehr als ein Jahr aktiv, der Zusammenschluss in der Gruppe war, im Unterschied zu älteren Basler Künstlergruppen wie etwa der Gruppe 33 oder dem Kreis 48, nicht stilistisch motiviert; die angespannte Situation hatte die Künstler zusammengeführt. Die Kombination von Aktionskunst, Experimentalfilm und Malerei, die Wegmüller, Fahrner, Schulthess, Fontana und Aloë erprobten, entspricht in ihrer Experimentierfreudigkeit, aber auch in ihrer Unbeständigkeit dem Zeitgeist, vergleichbar mit den zur selben Zeit aktiven Situationisten.

## Ausstellung im  Jahr 2007
2007 fand im Ausstellungsraum Klingental unter dem Titel 1967 – eine Recherche eine Ausstellung statt, die die kurze, aber heftige Geschichte der Farnsburggruppe nachvollziehbar machte. Mit Hilfe von originalen Bildern, historischen Dokumenten und neu geschaffenen Dokumentationen war es möglich, diese Zeit nachzuvollziehen. Kurt Fahrner, Walter Wegmüller und Carlo Aloë haben Filme gemacht. Diese waren durch ihr Alter akut gefährdet. Im Zusammenhang mit der Ausstellung konnten sie digitalisiert werden und wurden als Zeitdokumente in die Ausstellung integriert. Historische Fotos zeigten legendäre Kunstaktionen von Corsin Fontana, Jörg Schulthess, Kurt Fahrner und Walter Wegmüller.
Jo Dunkel, ein in Basel lebender Schauspieler, zeigte eine Performance zum Thema Erfolg als Clown in einer Kiste. Walter Derungs fotografierte den Saal des Restaurants Farnsburg, den Ort an dem die legendäre Ausstellung stattgefunden hatte. Heute befindet sich darin eine Filiale von McDonald’s. Kuratiert wurde die Ausstellung durch die Kunsthistorikerin Noëlle Pia und die beiden Künstler Martin Heldstab und Markus Schwander.

## Mitglieder
- Carlo Aloë (* 26. Mai 1939 in Neuchâtel; † 2023) war ein Schweizer Maler, er lebte und arbeitete seit 1962 in Basel
- Joseph Edward Duvanel (* 21. Februar 1941 in Pratteln; † 1986) war ein Schweizer Maler und Pianist, er lebte bis zu seinem Tod in Basel
- Kurt Ernst Fahrner (* 4. Dezember 1932 in Basel; † 1977) war ein Schweizer Maler und Aktionskünstler, er lebte bis zu seinem Tod in Basel
- Corsin Fontana (* 1944 in Domat/Ems) ist ein Schweizer Maler und Plastiker, er lebt und arbeitet in Basel
- Werner Ritter (* 4. September 1933 in Basel; † 2025 ebenda) war ein Schweizer Maler, er lebte und arbeitete in Basel
- Jörg Shimon Schuldhess (* 4. Juni 1941 in Basel; † 1992) war ein Schweizer Maler, Druckgrafiker und Aktionskünstler,  nach Reisen nach Israel, Indien und China starb er in Basel
- Bruno Schwartz (* 1939 in Basel; † 2004) war ein Schweizer Zeichner und Druckgrafiker, er lebte bis zu seinem Tod in Basel
- Werner Thaler (* 1941 in Basel) ist ein Schweizer Maler und Plastiker, er lebt und arbeitet in Basel
- Walter Wegmüller (* 1937 in Zürich; † 2020 in Bern) war ein Schweizer Maler und Zeichner, er wohnte und arbeitete seit 1957 in Basel